# Железнодорожная станция Ялонг Бэй
Железнодорожная станция Ялонг Бэй (кит. 亚亚亚; пиньинь Yàlóngwān zhàn) — железнодорожная станция высокоскоростной железной дороги восточного кольца Хайнаня, обслуживающая залив Ялонг. Расположена в городе Санья. Станция действует с 30 декабря 2010 года.

## Достопримечательности вокруг станции
- Начальная школа Тянь Ду.
- Средняя школа Санья-Ифу.
- Природный экологический парк Санья Сималинг.
- Экологический парк тропических коров Санья Сюэгули.
- База анимационной индустрии провинции Хайнань.
- Хайнаньский национальный научно-исследовательский центр Наньфань.
- Музей жемчужной культуры Санья Цзинрун.